# Frits Doop
Frits Doop (* 24. Januar 2003 in Grou) ist ein niederländischer Eishockeyspieler, der seit 2018 bei den Heerenveen Flyers in der belgisch-niederländischen BeNe League unter Vertrag steht.

## Karriere

### Klubs
Frits Doop begann seine Karriere bei den Heerenveen Flyers, wo er 2018 in der belgisch-niederländischen BeNe League debütierte. 2022 gewann er mit den Friesen die Liga.

### International
Für die Niederlande nahm Doop im Juniorenbereich an den Spielen der Division II der U20-Weltmeisterschaften 2022 und 2023 teil.
Sein Debüt in der Herren-Nationalmannschaft gab Doop beim Division-II-Turnier der Weltmeisterschaft 2022, als den Niederländern der Aufstieg in die Division I gelang. Dort spielte er dann 2023 und 2024. Zudem vertrat er seine Farben bei der Olympiaqualifikation für die Winterspiele in Mailand 2026.

## Erfolge und Auszeichnungen
- 2022 Meister der BeNe League mit den Heerenveen Flyers
- 2022 Aufstieg in die Division II, Gruppe A, bei der U20-Weltmeisterschaft der Division II, Gruppe B
- 2022 Aufstieg in die Division I, Gruppe B, bei der Weltmeisterschaft der Division II, Gruppe A